# Ordine al merito navale (Repubblica Dominicana)
L'Ordine al merito navale è un ordine cavalleresco dominicano.

## Storia
L'ordine è stato fondato il 5 luglio 1954 dal presidente Héctor Trujillo.

## Classi
L'ordine dispone delle seguenti classi di benemerenza che danno diritto al postnominale M.N.
- medaglia al merito navale: generali e ufficiali superiori
- medaglia distinta: ufficiali
- medaglia d'onore: ufficiali
- medaglia al valore: sottufficiali

## Insegne
- I  nastri cambiano in base alla classe.